# 孔食

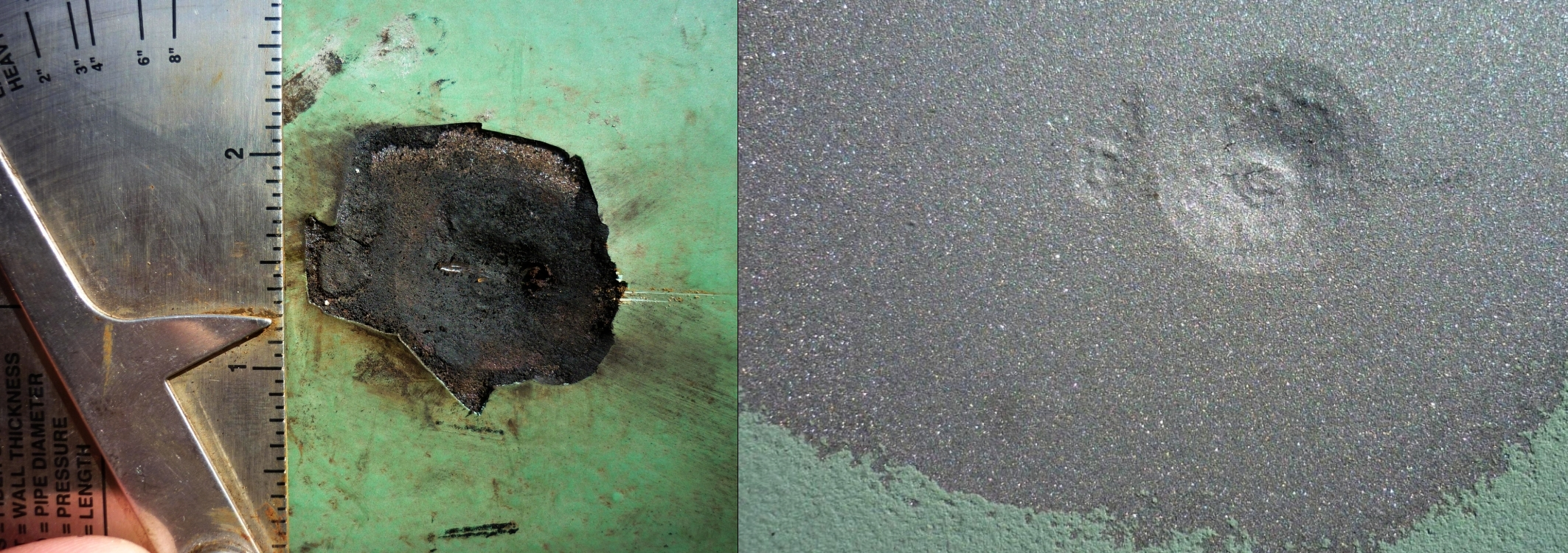
孔食部位にサンドブラストをかける前と後

孔食（こうしょく、英: Pitting corrosion）とは、金属に発生する局部腐食の一種である。

## メカニズム
以下に、発生と腐食進行メカニズムを説明する。

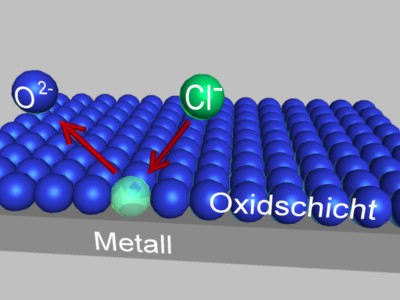
不動態バリアへの塩素イオンの攻撃

1. 耐腐食コーティング膜の傷や、金属内部の遺留物、金属表面不動態バリアへのCl-などのハロゲン、チオ硫酸塩などの付着によって、局所的に腐食しやすい状態が形成される。
2. 腐食発生部位を陽極、その他の広範囲な部分を陰極とする局部電池が形成され、腐食が生じる。
3. 腐食発生部位のアノード反応によって、孔内の酸素が消費されて酸素濃淡電池が生じると共に、孔内溶液が酸性化して活性溶解が起き、腐食がさらに加速する。

## 代表的な事故例

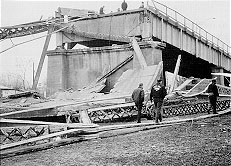
アメリカ オハイオ州側から見たシルバーブリッジの倒壊

孔食は、見かけ上は、ペンキなどのコーティングなどによって問題ないように見える場合があるが、実際には支柱を貫通していたり、内部を腐食させ、応力腐食割れの原因にもなりうる。
- 近代以前の火器内部は硫黄による孔食が発生しやすく、銃身を破壊する腔発を防ぐ為、小まめなメンテナンスが必要であった。近代ではクロムメッキによって耐腐食性を確保している。
- 1967年12月に発生し多くの犠牲者を出したシルバーブリッジの倒壊は、孔食から応力腐食割れに発展した事が原因と解明された[2]。

## 規格
- ISO 11463 金属及び合金の腐食 - 孔食の評価
- JIS H 8679-1	アルミニウム及びアルミニウム合金の陽極酸化皮膜に発生した孔食の評価方法－第1部：チャート法
- JIS H 8679-2	アルミニウム及びアルミニウム合金の陽極酸化皮膜に発生した孔食の評価方法－第2部：グリッド法
- JIS G 0577	ステンレス鋼の孔食電位測定方法
- JIS G 0590	ステンレス鋼の臨界孔食温度測定方法